# 1994 UW
1994 UW är en asteroid i huvudbältet som upptäcktes den 31 oktober 1994 av de båda japanska astronomerna Takeshi Urata och Yoshisada Shimizu vid Nachi-Katsuura-observatoriet.
Asteroiden har en diameter på ungefär 2 kilometer.